# 国際赤色救援会
国際赤色救援会（こくさいせきしょくきゅうえんかい、ロシア語: Международная организация помощи борцам революции、略称: МОПР）とは、かつて存在した革命運動弾圧犠牲者の救援を目的とする国際組織。ロシア語名の頭文字から、モップルと略称される。国際革命運動犠牲者救援会。

## 概要
1922年11月30日のコミンテルン第4回大会における、革命家の国際的救援組織結成に関する決議に基づいて、党歴18年以上の党員で構成される古参ボリシェヴィキ協会が呼びかける形式で、同年12月29日結成された。本部所在地はモスクワ。
このとき、モップルは階級闘争の後衛であると位置づけられた。コミンテルンとモップルは終始にわたり、革命運動の政治的主体である共産党に対し、モップルは独自の無党派組織であると位置づけた。
1924年、第1回国際協議会開催。この年の時点で19か国に救援組織があった。
1927年、第2回国際協議会開催。
1930年8月に日本の解放運動犠牲者救援会（現在の日本国民救援会）が加盟し、「国際赤色救援会日本支部、日本赤色救援会」と改称した。
1932年10月、モスクワで世界大会開催。このとき組織状況が次のように報告された。資本主義諸国での個人会員129万人、団体会員202万人。ソビエト連邦支部の会員823万人。会員の42 %は無党派ないし共産党以外の政党員。また、この年の時点で70か国に支部があり、42支部は非合法下におかれていた。日本赤色救援会も世界大会への代表派遣を準備していたが、熱海事件など関係者検挙のため果たせず、日本人としてはモスクワ在住の片山潜とシロタ（実名未詳）の2人が出席した。
1937年末、本部がパリに移転。
1943年、解散。

## 関係画像

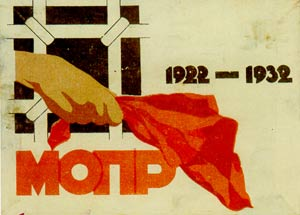
モップル、1922-1932
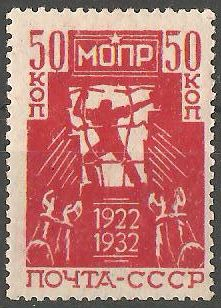
モップル10周年、ソ連の切手、1932年
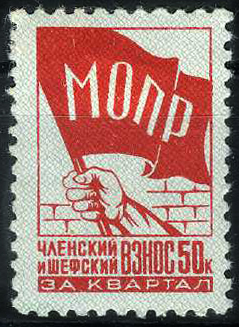
ソ連の切手